# Cordell Hull
Cordell Hull (Olympus, 2 oktober 1871 – Washington, 23 juli 1955) was een Amerikaans politicus en Nobelprijswinnaar. Hij is vooral bekend als de langstzittende Amerikaanse minister van Buitenlandse Zaken. Hij bekleedde deze positie gedurende 11 jaar, van 1933 tot 1944. In 1945 ontving hij de Nobelprijs voor de Vrede voor zijn rol bij de oprichting van de Verenigde Naties.

## Biografie
Hull werd geboren in Olympus in de staat Tennessee als de derde van vijf zonen van William Paschal Hull and Elizabeth (Riley) Hull. Hij werd al op zijn 19e verkozen tot voorzitter van de Democratische Partij van Clay County.
Hull ging in 1889 rechten studeren aan de Cumberland School of Law aan de Cumberland-universiteit. In 1891 studeerde hij af. Hij was van 1893 tot 1897 lid van het Huis van Afgevaardigden van Tennessee. Tijdens de Spaans-Amerikaanse Oorlog diende hij in Cuba als kapitein van het vierde regiment van de Tennessee Volunteer Infantry.
Van 1903 tot 1907 was Hull lokale rechter. In 1907 werd hij verkozen tot lid van het Amerikaanse Huis van Afgevaardigden, waarvan hij in totaal elf jaar lid van was (1907–1921 en 1923–1931). Hij autoriseerde de inkomstenbelastingwetten van 1913 en de successierechtwetten van 1916.
In 1917 trouwde Hull met Rose Frances (Witz) Whitney. Het huwelijk bleef kinderloos. In 1930 werd Hull verkozen tot lid van de Amerikaanse Senaat, maar in 1933 nam hij hier ontslag vanwege zijn benoeming tot Minister van Buitenlandse Zaken door Franklin Roosevelt. Deze functie vervulde hij elf jaar. In 1944 moest hij deze baan opgeven vanwege zijn slechte gezondheid.
Van 1939 tot 1942 was hij voorzitter van de American Society of International Law. Hull was een van de oprichters van de Verenigde Naties. Roosevelt noemde Hull ook wel de “vader van de Verenigde Naties”.
Hull stierf aan de gevolgen van beroerten en hartaanvallen. Hij ligt begraven in een graf in de Chapel of St. Joseph of Arimathea in de Washington National Cathedral.